# José Enrique Porto
José Enrique Porto Lareo (Puenteareas, 21 de octubre de 1977) es un deportista español que compite en ciclismo adaptado en las modalidades de pista y ruta. Ganó dos medallas en los Juegos Paralímpicos de Londres 2012.

## Palmarés internacional
| Juegos Paralímpicos | Juegos Paralímpicos   | Juegos Paralímpicos | Juegos Paralímpicos    |
| Año                 | Lugar                 | Medalla             | Prueba                 |
| ------------------- | --------------------- | ------------------- | ---------------------- |
| 2012                | Londres (Reino Unido) | Medalla de plata    | 1 km contrarreloj B    |
| 2012                | Londres (Reino Unido) | Medalla de bronce   | Velocidad individual B |